# Wat Phra Ram

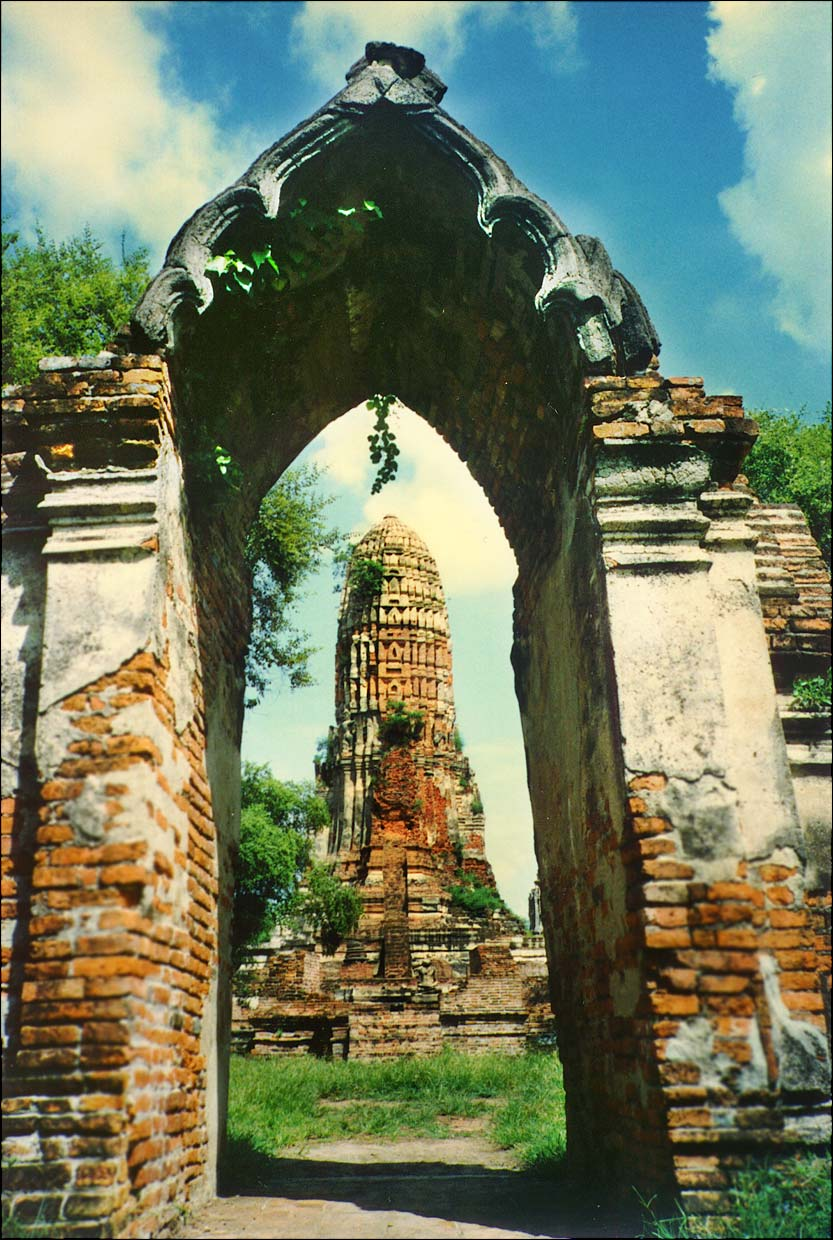
Wat Phra Ram, Ayutthaya (1992)

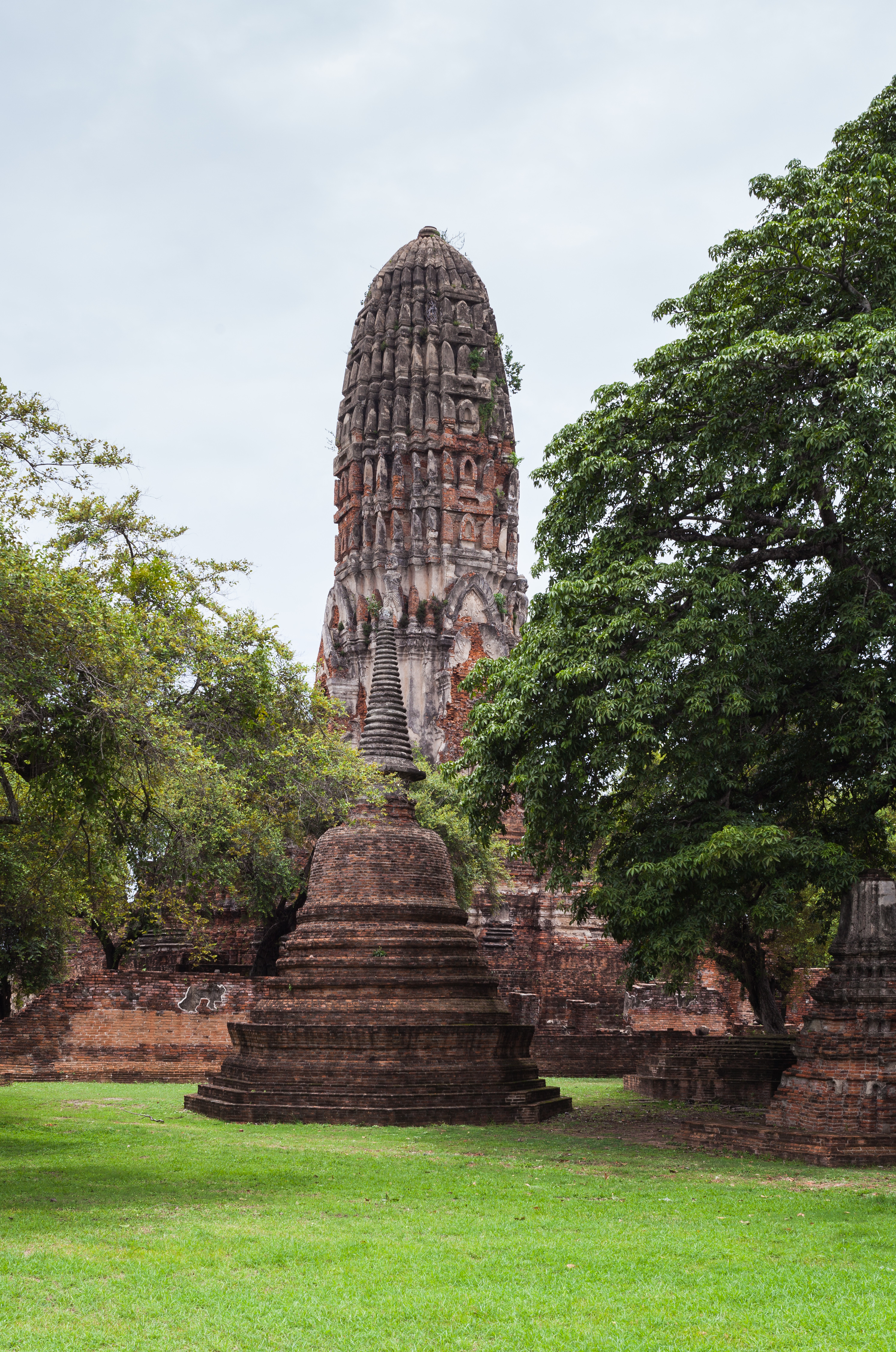
Blick vom Tempel

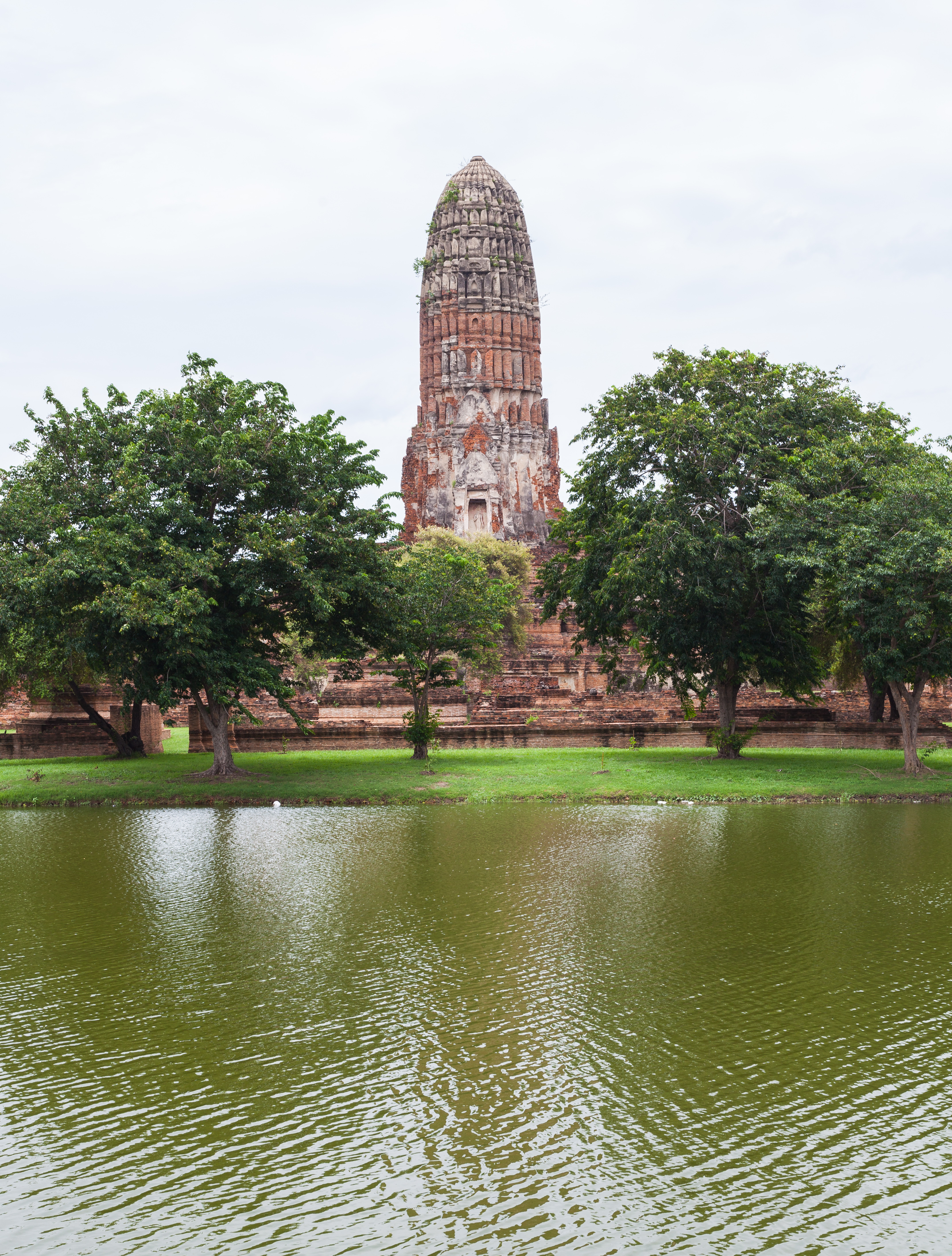
Blick vom anderen Ufer

Der Wat Phra Ram (Tempel des Heiligen Rama, thailändisch วัดพระราม) ist eine buddhistische Tempelanlage (Wat) im Geschichtspark Ayutthaya in Zentral-Thailand.

## Lage
Der Wat Phra Ram liegt inmitten der Altstadt von Ayutthaya östlich des Wat Phra Sri Sanphet und südöstlich des alten Palastes Wang Luang.

## Baugeschichte
Die Königlichen Chroniken von Ayutthaya widersprechen sich bei der Angabe des Gründungsdatums dieser Tempelanlage. Die „Luang Prasoet“-Version schreibt das Jahr 1369 der Gründung zu: „Im Jahr 731 C.S., einem Jahr des Hahns, wurde das Kloster Phra Ram zuerst errichtet. Zu jener Zeit verstarb König Ramathibodi und Prinz Ramesuan, der Sohn des Königs, bestieg den Thron.“ Alle anderen Versionen legen das Datum in das Jahr 1448, dem Amtsantritt von König Boromtrailokanat: „Der König stiftete das Land auf dem sein Palast gebaut war, so dass Wat Phra Sri Sanphet gebaut werden konnte, dann baute er die Sanphet Prasat Thronhalle. … Und am Ort der Einäscherung von König Ramathibodi ließ der König ein heiliges Kloster bauen, bestehend aus einem großen, heiligen Reliquienschrein und einer heiligen Gebetshalle, und nannte es Phra Ram Kloster.“
Das Ölgemälde Iudea der Hauptstadt Ayutthaya, gemalt 1650 von einem holländischen Künstler (heute im Rijksmuseum Amsterdam), sowie der Atlas von J. Vingboons (1665) zeigt an der angegebenen Stelle tatsächlich einen Prang, einige Chedis und einen Viharn. Der Stadtplan des unbekannten französischen Ingenieurs von 1687 nennt diesen Ort gar Grande Pagode.
Eine ausführliche Beschreibung von Père Tachard aus dem Jahr 1685 legt allerdings die Vermutung nahe, dass der Tempel zwischen 1665 und 1685 erheblich erweitert worden war, was in die Regierungszeit von König Narai fallen würde. In dieser Zeit wurde wohl der zentrale Prang in allen vier Himmelsrichtungen um einen weiteren kleineren Prang ergänzt, so dass sich der Grundriss eines Griechischen Kreuzes ergab. Gleichzeitig wurde die zentrale Plattform umgebende, nach innen offene Galerie (Phra Rabieng) erbaut.
Eine weitere größere Restaurierung geschah 1741–1742 unter König Borommakot: „Das Kloster des Heiligen Rama war gleichermaßen verfallen, so erklärte der König sein Großes Mitgefühl, indem er es komplett erneuerte. Dies brauchte über ein Jahr zur Vollendung. Dann hielt der König bei allen drei Heiligen Tempeln Eröffnungs-Feierlichkeiten, eine nach der anderen, beschenkte die heiligen Mönche mit angemessenen Opfergaben in großer Anzahl, und feierte ein dreitägiges Fest in jedem Kloster.“ Der Erweiterung durch König Boromakot sind wohl eine zweite Plattform um den zentralen Prang, der große östliche und der westliche Viharn zuzuschreiben, sowie eine Reihe Chedis an der nördlichen und der südlichen Seite.
Vor dem Tempel lag wahrscheinlich bereits vor der Stadtgründung ein Sumpfgebiet, welches Nong Son (Thai: หนอง โสน) genannt wurde. Zum Bau des Wang Luang, des Wat Mahathat, Wat Ratchaburana und Wat Phra Ram hob man Erde aus diesem Sumpf aus, um das Gelände einzuebnen. Später legte man hier einen hübschen See mit Lotosblumen an, den Bueng Phra Ram (บึงพระราม - See des Heiligen Rama).

## Sehenswürdigkeiten
Wat Phra Ram ist wie alle wichtigen Tempel Ayutthayas nach Osten ausgerichtet. Der große Prang steht auf einer quadratischen Basis. Steile Treppen führen auf allen Seiten zu den Eingängen, die sich etwa auf einem Drittel der Gesamthöhe befinden.
Neben dem östlichen Haupteingang zu der Cella im Innern gibt es drei falsche Eingänge. Auf der Ost- sowie auch auf der Westseite befindet sich jeweils eine quadratische Vorhalle, die wohl ursprünglich von einem Miniatur-Prang gekrönt war.
Der Haupt-Prang ist in seiner Form mit einem Maiskolben vergleichbar, der mit Antefixen und Garudas auf mehreren Ebenen dekoriert ist. Die mittlere Basis ist nach Nord und Süd erweitert, hier standen zwei kleinere Prangs, von denen aber heute nur die Grundmauern geblieben sind. An den vier Ecken der zentralen Plattform stehen vier größere Chedis, der Rand der Plattform wird von den Überresten von etwa 40 kleinen Chedis gesäumt. Die vier Eck-Chedis sind mit teilweise erhaltenen Reliefs von Buddha-Statuen in verschiedenen Haltungen verziert.
Dieser Gebäudekomplex wird von einem kleinen Hof und einer quadratischen, nach innen offenen Galerie (Phra Rabieng) umgeben, von der heute auch nur noch die Grundmauern, sowie einige zerbrochene Buddha-Statuen zu sehen sind. Die beiden erwähnten Viharns sind im Osten und im Westen mit ihren rückwärtigen Wänden mit der Galerie verbunden. Daneben gibt es auf dem Tempelgelände einige kleine Viharns, einen kleinen Ubosot und zahlreiche verfallene Chedis.
Der den Tempel umgebende Phra-Ram-Park mit kleinen, von Brücken überquerten Seen ist ebenfalls reizvoll.